# アールスト
アールスト（オランダ語: Aalst [aːlst]、フランス語: Alost、ブラバント方言: Oilsjt）は、ベルギーのオースト＝フランデレン州の東部に位置する都市で、同名の行政区画の中心地である。1977年の初めに、アールスト、バールドヘム（Baardegem）、ヘイズヘム（Gijzegem）、ヘルドルセム（Herdersem）、ホフスタード（Hofstade）、メルドルト（Meldert）、モールセル （Moorsel）、ニーウェルケルクン（Nieuwerkerken）の8市及びエーレムボードヘム（Erembodegem）の一部の合併により成立した。人口77,007人（2005年）。面積78.11km²。
ほとんどデンデル（Dender）河域に位置して、幾分（起伏のある）砂質のローム・フランデレン地帯の北部周縁にあるアールスト市は、人口でオースト＝フランデレン州第2の都市である。アールスト市の中心地域、ホフスタード及びエーレムボードヘムは中位の都市圏を構成し、合併市の他の市街地は個々の中心部を成す。

## 概要
主要産業としては、過去興隆した繊維産業の他に、金属工業やプラスチック工業、家具製造業、建築材料産業、食品工業、製靴業などがある。アールストには発電所があり、合計300ha余りになる6ヶ所の工業団地がある。農業はホフスタード、メルドルト及びモールセルに集中し、ホップ栽培や花卉栽培が主で花卉市場やホップ市場がある。
総労働人口の89%を占める就業人口31,285人（1991年）の1.7%は第一次産業、28%は第二次産業、64.8%は第三次産業に従事していて、5%は職業未詳。首都ブリュッセルへ通勤する労働者も多い。
またデンデル川地帯のサービス業の中心地で、教育機関、病院、商法廷、劇場、美術館などがある。鐘楼には神父ダーンス記念館（Daensmuseum）及びフランデレンにおける社会闘争文書館（Archief van de Vlaamse sociale strijd、1982年開館）がある。
毎年四旬節前、灰の水曜日直前の日曜日から大規模なカーニバルが開催される。翌日の月・火曜日に多くの人々が仮装し、鐘楼から市の象徴である玉葱が投下される。火曜日は女装の行列などもあり、人形を燃やすことで終了する。このカーニバルはユネスコの無形文化遺産に登録されていたが、2019年12月13日、国連教育科学文化機関政府間委員会はカーニバルの無形文化遺産登録抹消を決めた。2019年3月に行われた際、山車の一つが反ユダヤ主義的で人種差別だと批判されていた。ユネスコの無形文化遺産で登録抹消は初めて。

## 風物
デンデル河畔にある旧市街はいくつかの面白い建物が残っている。1481年に礎石を据えられたブラバント＝ゴシック建築様式の聖マルティヌス教会（St.Maartenskerk）は未完成のままになっている。父のヒエロニマス・ドゥケノワ （Hieronimus Duquesnoy, Sr）に彫刻された後期ルネサンス大理石の（聖体を保存する）聖櫃（せいひつ）やルーベンス、ガスパール・デ・クライエル、オットー・ファン・フェーンの壁画などでインテリアが貴重である。もともと13世紀の、スヘルデ＝ゴシック建築様式のスヘーペンホイス（旧州裁判所、Schepenhuis）は15世紀に建て直されたものである。それにすぐ接続している鐘楼（15世紀）には低地地方で最も古い機械仕掛けのカリヨン（52口の鐘）が据え付けてある。優雅な後期ルルネサンスのボルス＝ヴァン＝アムステルダム（文字通りに「アムステルダムの証券取引所」Borse van Amsterdam、17世紀）はもとのバルバラ室（Barbarakamer）というレトリシャン会館である。すてきなロココ様式の正面をしているアールスト州のもとの行政官庁であるラントホイス（Landhuis, 1643年 - 1646年）は今の古典風の市庁舎（1825年 - 1830年）と全体を構成する。もとのベギン会修道院は1787年に始まった古典風の教会しか残っていない。

## 歴史

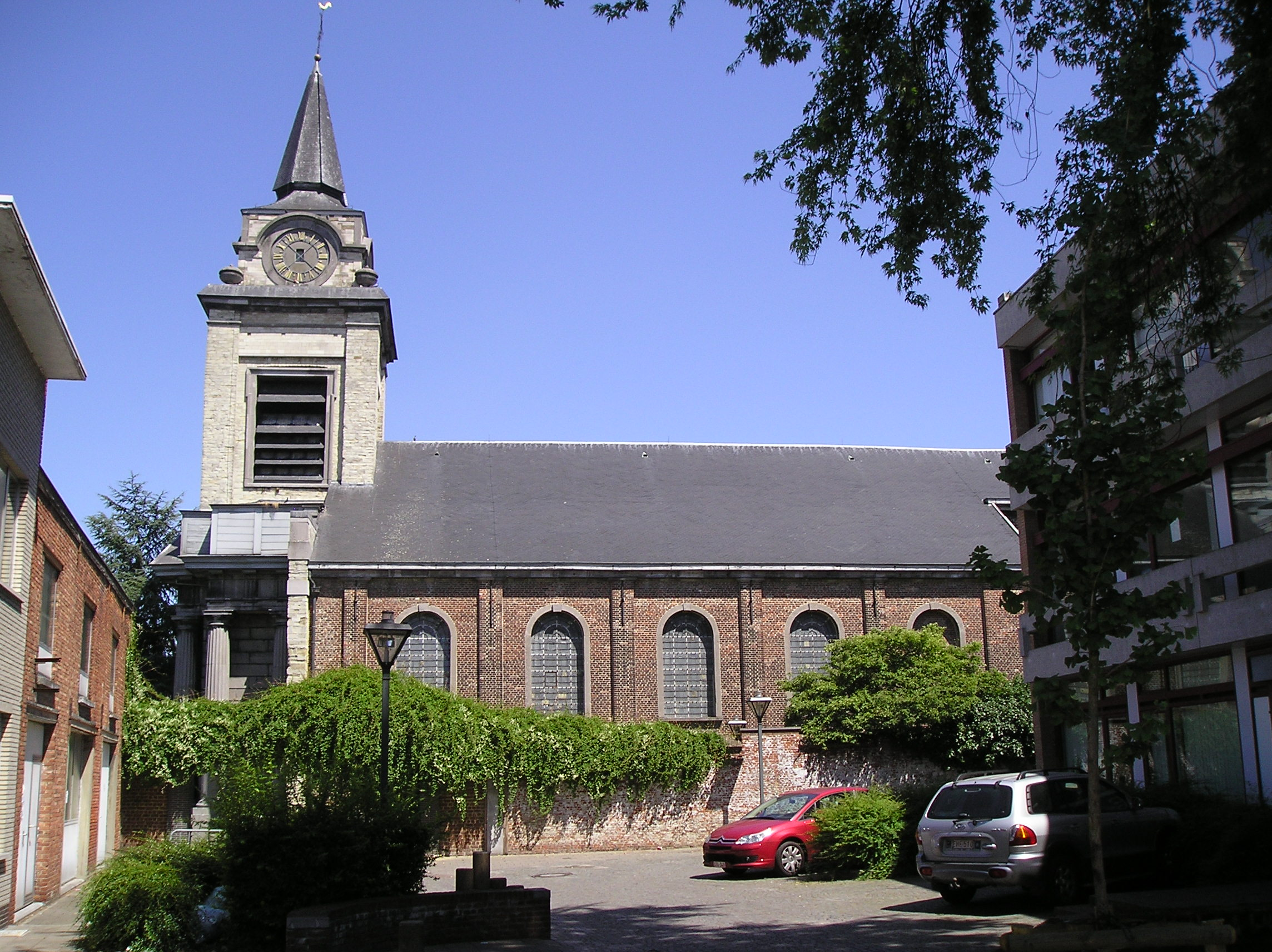
アールストの教会

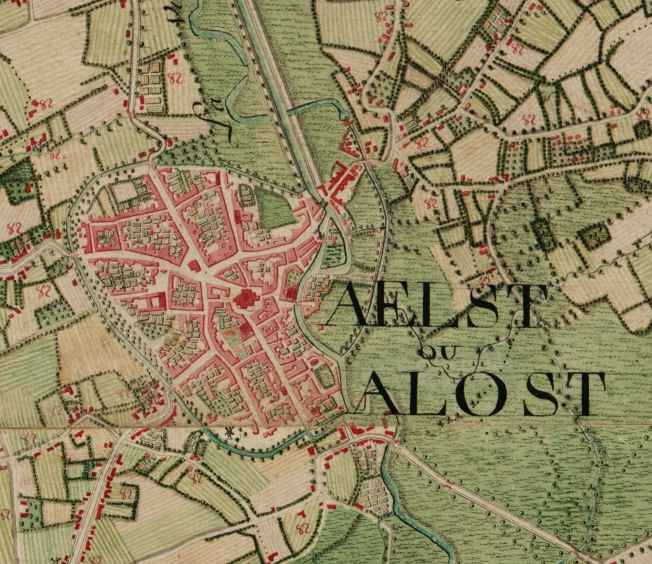
1775年頃のフェラリスの地図

870年の文献にアールストの城が初めて登場する。城市は中世にアールスト伯爵領、その後に貨幣鋳造権を有するアールスト州首都となった。1576年にスペイン軍によって略奪され、1582年にアランソン公フランソワによって征服された後、結局1583年にイングランド軍によって占領され、3万ダカットの代金と引き換えにネーデルラント総督であるパルマ公アレッサンドロ・ファルネーゼに譲渡された。1667年に要塞はテュレンヌ子爵によって攻略され、破壊された。1676年と1701年に軍事行動で大打撃を受け、1914年と1940年に戦災で被害を受けた。19世紀末から20世紀初頭はアールスト市とその付近には、繊維産業の貧困労働者のために闘ったダーンス兄弟のキリスト教国民党が活躍していた。

## カーニバル
アールストは、四旬節の前に毎年祝われるカーニバル祭りで知られている。この祭りでは、旧市庁舎のバルコニーは伝統的な「玉ねぎ投げ」の場所になっている。祭りで選出された「カーニバルの王子」は、市内を3日間「統治」することが許可される。日曜日には街を横断する大きなパレードが行われ、約70組の衣装を身に着けたボランティアとパレード車が集まる。カーニバル火曜日または告解火曜日（伝統により灰の水曜日の前日）は、「ボイルジャンネッテン」（汚れたジェニー）の日、つまり男性が女装する日として知られている。祭りは伝統的に火曜日の夜に行われる「人形の燃やし」で幕を閉じる。

## 姉妹都市
- ブルガリア: ガブロヴォ

## 出身者
- サビーネ・アペルマンス - テニス選手
- ペーター・ファン・デル・ヘイデン - サッカー選手
- エレン・マレールス - フィギュアスケート選手
- ローレンス・デプルス - 自転車競技選手